# En vivo: Juntos por última vez
Juntos por última vez é um álbum ao vivo do cantor mexicano Alejandro Fernández em parceria com Vicente Fernández.

## Faixas

### Disco 1
1. Donde Vas Tan Sola (Manuel Monterrosas) - 3:19
2. Loco / Si He Sabido Amor (Jorge Massias / Humberto Estrada) - 3:46
3. Nube Viajera (Jorge Massias) - 3:52
4. Cascos Ligeros (Manuel Eduardo Castro) - 2:31
5. Que Digan Misa (Manuel Eduardo Castro) - 2:32
6. A Pesar De Todo (Augusto Algueró, Antonio Guijarro) - 5:12
7. Una Noche Como Esta (Manuel Eduardo Castro) - 3:13
8. Si Acaso Vuelves (Homero Aguilar, Rosendo Montiel) - 3:19
9. La Tienda (Manuel Eduardo Toscano) - 3:17
10. Lastima Que Seas Ajena (Jorge Massias) - 4:19
11. Aca Entre Nos (Martín Urieta) - 4:06
12. Bohemio De Aficion (Martín Urieta) - 3:26
13. Amor De Los Dos (Dueto) (Gilberto Parra) - 3:31

### Disco 2
1. Que Seas Muy Feliz (Manuel Monterrosas) - 3:23
2. Es La Mujer (Alberto Chávez) - 3:31
3. No (Armando Manzanero) - 3:21
4. Abrazame (Rafael Ferro García, Julio Iglesias) - 4:05
5. Matalas (Manuel Eduardo Toscano) - 3:01
6. Como Quien Pierde Una Estrella (Humberto Estrada) - 6:29
7. Golondrina Sin Nido (Dueto) (Víctor Cordero) - 4:41
8. De Que Manera Te Olvido (Federico Méndez) - 2:50
9. De Un Rancho A Otro (Chucho Nila) - 2:32
10. Las Llaves De Mi Alma (Vicente Fernández) - 3:02
11. Mujeres Divinas (Martín Urieta) - 3:23
12. El Ayudante (Manuel Eduardo Toscano) - 3:01
13. Me Voy A Quitar De En Medio (Manuel Monterrosas) - 3:00
14. Perdon (Dueto) (Pedro Flores) - 3:55
15. Cuando Yo Queria Ser Grande (Manuel Monterrosas) - 3:41
16. Mi Vejez (Martín Urieta) - 4:37
17. Volver Volver (Dueto) (Fernando Z. Maldonado) - 3:43
18. Las Golondrinas (D.A.R.) - 1:24

## Tabela musical

### Álbum
| Ano  | Parada                                    | Pico | Semanas na parada |
| ---- | ----------------------------------------- | ---- | ----------------- |
| 2003 | Billboard Regional Mexican Albums         | 1    | 23                |
| 2003 | Billboard Top Latin Albums                | 4    | 53                |
| 2003 | Billboard The Billboard 200               | 196  | 1                 |
| 2003 | Billboard Top Heatseekers                 | 7    | 19                |
| 2003 | Billboard Top Heatseekers (Mountain)      | 6    | 10                |
| 2003 | Billboard Top Heatseekers (Pacific)       | 1    | 14                |
| 2003 | Billboard Top Heatseekers (South Central) | 2    | 15                |

### Canções
| Ano  | Parada                                   | Canção                  | Pico | Semanas na parada |
| ---- | ---------------------------------------- | ----------------------- | ---- | ----------------- |
| 2003 | Billboard Hot Latin Songs                | Amor De Los Dos (Dueto) | 23   | 8                 |
| 2003 | Billboard Latin Regional Mexican Airplay | Amor De Los Dos (Dueto) | 7    | 11                |

## Certificações
| Ano  | Vendas  | Certificação      |
| ---- | ------- | ----------------- |
| 2003 | 250.000 | : 2× platina ouro |